# Rüti (Glarus)
Rüti is een plaats en voormalige gemeente in het Zwitserse kanton Glarus, en maakt sinds 1 januari 2011 deel uit van de gemeente Glarus Süd.

## Geschiedenis
Rüti wordt voor het eerst genoemd rond 1340.
Tot 1939 behoorde het gebied van de nu voormalige gemeente Braunwald tot de gemeente Rüti.

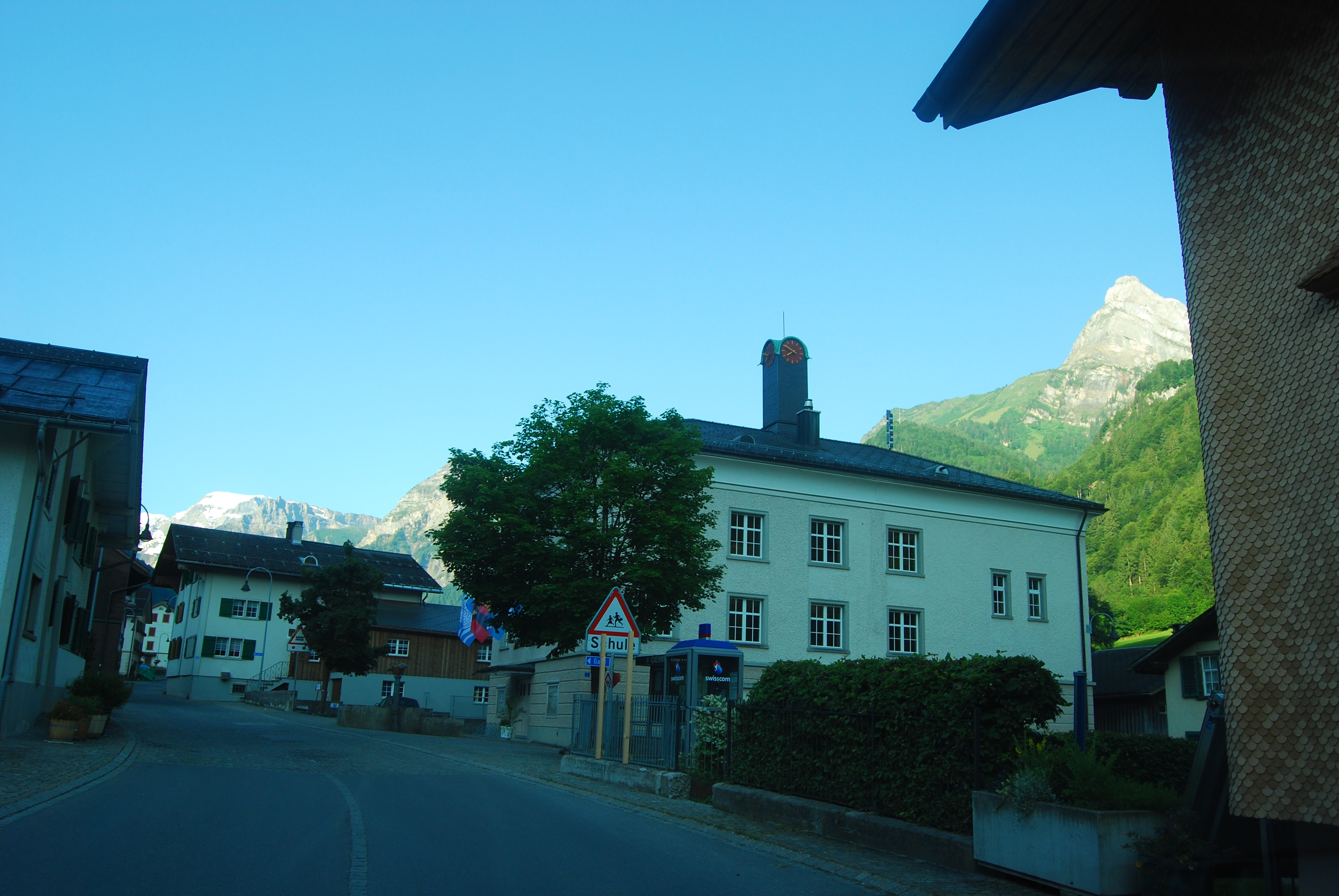
Rüti

- Gemeinsame Normdatei: 1031251324
- Historisch woordenboek van Zwitserland: 000783
- Virtual International Authority File: 1276159474348527662808